# Santa Cruz de Viana
Viana (llamada oficialmente Santa Cruz de Viana) es una parroquia y una aldea española del municipio de Chantada, en la provincia de Lugo, Galicia.

## Organización territorial
La parroquia está formada por seis entidades de población:
- Burgás
- Quintá
- Santa Cruz
- Viana
- Vilamea (Vilame)
- Vilardamos

## Demografía

### Parroquia
| Gráfica de evolución demográfica de Viana (parroquia) entre 2000 y 2019 |
|                                                                         |
| Datos según el nomenclátor publicado por el INE.                        |

### Aldea
| Gráfica de evolución demográfica de Viana (aldea) entre 2000 y 2019 |
|                                                                     |
| Datos según el nomenclátor publicado por el INE.                    |